# Tomoki Hirose
Tomoki Hirose (廣瀬 智紀 Hirose Tomoki?,  Prefectura de Saitama, Japón, 14 de febrero de 1987) es un actor japonés, afiliado a Stardust Promotion. Hirose es principalmente conocido por su papel de Tōji Seryō en las películas de Seven Days.

## Biografía
Hirose nació el 14 de febrero de 1987 en la prefectura de Saitama, Japón. Su familia se compone de sus padres y un hermano. Durante la escuela secundaria formó parte del club de fútbol. Hirose fue reclutado por la agencia Stardust Promotion mientras aún asistía a la universidad, y debutó como actor en 2009 con un papel en la obra teatral Shakunage no Hana. Hirose también fue miembro de la unidad musical/actoral Ebidan, compuesta por actores masculinos de la misma agencia.

## Filmografía

### Televisión
- Watashi no Host-chan: Shichinin no Host (2011-12, TV Asahi) como Yūki Ōtori
- Chō Saigen! Mystery (2012, Nippon TV) como Tōma
- Kekkon Dōsōkai: Seaside Love (2012, Fuji TV) como Kotarō Yagishita
- High School Uta Gekiden ☆ Otoko Gumi (2012, CBC Television) como Tetsuya Okajima
- Shōgeki Gouraigan!! (2013, TV Tokyo) como Geki
- Koibumi Biyori (2013, Nippon TV) como Ida
- Watashi no Host-chan S: Shinjin Host Kiseki no Mitchaku 6-kagetsu (2014, TV Asahi) como Yūki Ōtori
- Age Harassment (2015, TV Asahi) como Yamamoto
- Bōkyaku Tantei Shirīzu (2015, Nippon TV)
- AKB Love Night: Koi Kōjō (2016, TV Asahi) como Masao[5]
- Otoko Mizu! (2017, Nippon TV) como Ryōya Kawasaki
- Drama W (2017, WOWOW)
- Majimuri Gakuen (2018, Nippon TV) como Shin'ichi Inuyama[6]
- Shinya no Dame Koi Zukan (2018, ABC/TV Asahi) como Ōno
- Avataro Sentai Donbrothers (2022-2023, TV Asahi) como Sonoshi

### Películas
- Bayside Shakedown 3 (2010)
- Gachiban: Worst Max (2012) como Ryōta Hano
- Gachiban: Tribal (2012)
- Seven Days: Monday→Thursday (2015) como Tōji Seryō
- Seven Days: Friday→Sunday (2015) como Tōji Seryō
- Hitsuji wo Kazoeru  (2015) como Hiroyuki Marui
- Shukatsu (2015)
- Tenbin wo Yurasu (2016) como Hiroyuki Marui
- Tantei wa, Konya mo Yutsuna Yume wo Miru (2017) como Reiji Benii
- Megami-sama (2017) como Takumi Kawasaki
- High & Low The Movie 2 End of Sky (2017) como Marco
- High & Low The Movie 3 Final Mission (2017) como Marco
- Nigeta Sakana wa Oyoi Deru (2017) como Hiroyuki Marui
- Tsumasaki no Uchu (2017) como Yū
- Love x Dock (2018)
- Touken Ranbu: The Movie (2019) como Uguisumaru